# كارين إنكه
كارين إنكه (Karin Enke) هي لاعبة أولمبية لرياضة تزلج سريع من ألمانيا الشرقية. شاركت في الأولمبياد الشتوي في 1980–1988، وفازت بما مجموعه 8 ميداليات.

## الميداليات
| ذهب | فضة | برونز | المجموع |
| 3   | 4   | 1     | 8       |

## روابط خارجية
- كارين إنكه على موقع SpeedSkatingBase.eu (الإنجليزية)
- كارين إنكه على موقع SpeedSkatingNews.info (الإنجليزية)
- كارين إنكه على موقع SpeedSkatingStats.com (الإنجليزية)
- كارين إنكه على موقع اللجنة الأولمبية الدولية (الإنجليزية)
- كارين إنكه على موقع أوليمبيديا (الإنجليزية)